# Aryono Miranat

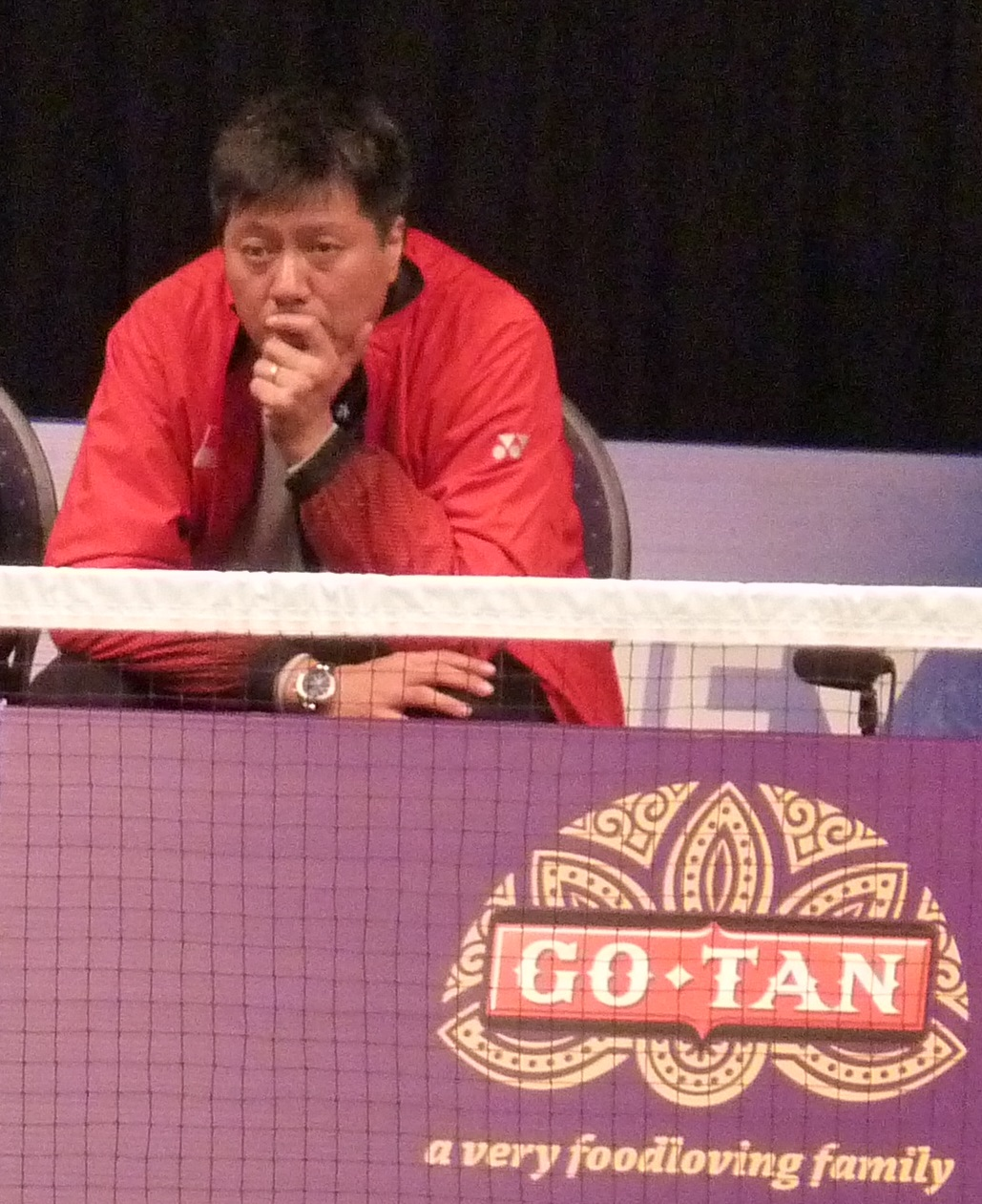
Aryono Miranat (2013)

Aryono Miranat (* 27. April 1964 in Bandung, oft einfach nur Aryono genannt) ist ein ehemaliger Badmintonspieler aus Indonesien.

## Karriere
Aryono Miranat verzeichnet als größten Erfolg seiner Karriere den Gewinn der Bronzemedaille bei der Badminton-Weltmeisterschaft 1993 im Mixed mit Eliza Nathanael. Außerdem gewann er die Thailand Open, China Open, Hong Kong Open und die French Open.

## Erfolge
| Saison | Veranstaltung     | Disziplin    | Platz | Name                             |
| ------ | ----------------- | ------------ | ----- | -------------------------------- |
| 1989   | Südostasienspiele | Herrendoppel | 3     | Aryono Miranat / Joko Mardianto  |
| 1991   | Indonesia Open    | Mixed        | 2     | Aryono Miranat / Eliza Nathanael |
| 1992   | Thailand Open     | Mixed        | 1     | Aryono Miranat / Eliza Nathanael |
| 1992   | China Open        | Mixed        | 1     | Aryono Miranat / Eliza Nathanael |
| 1992   | Hong Kong Open    | Mixed        | 2     | Aryono Miranat / Eliza Nathanael |
| 1993   | French Open       | Mixed        | 1     | Aryono Miranat / Eliza Nathanael |
| 1993   | Hong Kong Open    | Mixed        | 2     | Aryono Miranat / Rosalina Riseu  |
| 1993   | Weltmeisterschaft | Mixed        | 3     | Aryano Miranat / Eliza Nathanael |